# 13. september
13. september je 256. dan leta (257. v prestopnih letih) v gregorijanskem koledarju. Ostaja še 109 dni.

## Dogodki
- 1745 – Franc I. Štefan Lotarinški postane cesar Sveto rimskega cesarstva
- 1784 – New York razglašen za glavno mesto ZDA
- 1908 – na Ptuju pride do pretepa med Slovenci in Nemci
- 1940 – Italija napade Egipt
- 1944 – zavezniki prodrejo v Tretji rajh
- 1956 – IBM predstavi prvi trdi disk
- 1959 – Lunik 2 pristane na Luni
- 1968 – Albanija zapusti Varšavski pakt
- 1979 – Južna Afrika razglasi »neodvisni« bantustan Venda
- 1993 – Jicak Rabin in Jaser Arafat, podpišeta sporazum o Gazi in Jerihu
- 2018 – Mandat nastopi 13. vlada Republike Slovenije, pod vodstvom Marjana Šarca.

## Rojstva
- 1087 – Ivan II. Komnen, bizantinski cesar († 1143)
- 1802 – Arnold Ruge, nemški filozof in politični pisec († 1880)
- 1819 – Clara Josephine Wieck Schumann, nemška pianistka, skladateljica († 1896)
- 1831 – Andrew Noble, škotski fizik († 1915)
- 1851 – Walter Reed, ameriški bakteriolog († 1902)
- 1861 – Vendelin Vošnjak, slovenski frančiškan in Božji služabnik († 1933)
- 1868 – Václav Jebavý - Otakar Březina, češki pesnik († 1929)
- 1873 – Constantin Carathéodory, grško-nemški matematik († 1950)
- 1874 – Arnold Schönberg, avstrijski skladatelj († 1951)
- 1886 – Robert Robinson, angleški kemik, nobelovec 1947 († 1975)
- 1887 – Lavoslav Ružička, hrvaško-švicarski kemik, nobelovec 1939 († 1976)
- 1894 – John Boynton Priestley, angleški pisatelj, dramatik († 1984)
- 1899 – Corneliu Zelea Codreanu, romunski politik († 1938)
- 1903 – Claudette Colbert, ameriška filmska igralka francoskega rodu († 1996)
- 1912 – Horace Welcome Babcock, ameriški astronom († 2003)
- 1916 – Roald Dahl, britanski pisatelj norveškega rodu († 1990)
- 1924 – Maurice Jarre, francoski skladatelj in dirigent († 2009)
- 1961 – Dave Mustaine, ameriški kitarist in pevec (Metallica, Megadeath)
- 1963 – Sophie in 't Veld, nizozemska političarka
- 1965 – Alojz Kovšca, slovenski obramboslovec, politik in urar
- 1971 – Goran Ivanišević, hrvaški tenisač
- 1976 – Tami Kiuru, finski smučarski skakalec
- 1982 – Miha Zupan, slovenski košarkar
- 1986 – Kamui Kobajaši, japonski avtomobilski dirkač
- 1993 – Niall Horan, član skupine One direction
- 1994 – Sepp Kuss, ameriški cestni kolesar
- 1995 – Matej Zemljič, slovenski gledališki in filmski igralec

## Smrti
- 81 – Tit Flavij, 10. rimski cesar (* 39)
- 531 – Kavad I., sasanidski kralj kraljev Irana (* 473)
- 1190 – Herman IV., badenski mejni grof, križar (* 1135)
- 1248 – Kunigunda Švabska, češka kraljica (* 1200)
- 1336 – John Eltham, angleški princ, 1. grof Cornwall (* 1316)
- 1352 – Alberto II. della Scala, vladar Verone (* 1306)
- 1429 – Carlo I. Malatesta, italijanski condottiero, vladar Riminija in Cesene (* 1368)
- 1557 – sir John Cheke, angleški klasični humanist (* 1514)
- 1592 – Michel Eyquem de Montaigne, francoski pisatelj, filozof (* 1533)
- 1773 – Anton Janša, slovenski čebelar (* 1734)
- 1815 – Mihael Gaber prijatelj in mecen Mikloša Küzmiča (* 1753)
- 1871 – Ibrahim Sinasi, turški pisatelj (* 1826)
- 1872 – Ludwig Andreas Feuerbach, nemški filozof (* 1804)
- 1877 – Alexandre Herculano de Carvalho e Araújo, portugalski zgodovinar, pisatelj, pesnik (* 1810)
- 1923 – Maks Pleteršnik, slovenski jezikoslovec (* 1840)
- 1928 – Aron Ettore Scmitz - Italo Svevo, italijanski pisatelj judovskega rodu (* 1861)
- 1938 – Samuel Alexander, avstralski filozof (* 1859)
- 1947 – Albert Sirk, slovenski slikar (* 1887)
- 1996 – Tupac Amaru Shakur, ameriški rapper (* 1971)